# Султан даёт концерт в честь своей наложницы
«Султан даёт концерт в честь своей наложницы» (фр. Le Grand Turc donnant un concert à sa maîtresse) — картина французского придворного художника Шарля Андре Ван Лоо, написанная им в 1737 году. Некоторое время принадлежала прусскому королю Фридриху Великому и польскому королю Станиславу. В настоящее время находится в британской Wallace Collection.

## Контекст создания
В 1730-е годы европейцы начинают интересоваться экзотичной турецкой культурой. Данная картина, написанная в 1737 году, является свидетельством такого интереса. Турецкий стиль становится модным среди светских дам того времени, поскольку позволяет на портретах позволить себе ту степень обнаженности, которая была бы неприемлема в более формальных портретных образах. Однако их наряды были стилизацией и мало походили на настоящую турецкую одежду.

## Сюжет
На картине изображен паша, дающий концерт для своей возлюбленной, которая, по всей видимости, находится в центре картины. К паше обращены взгляды почти всех персонажей, включая собаку. Турку подыгрывают на европейских музыкальных инструментах, что придает происходящему постановочность. Театральность достигается и за счет интерьера — группа находится в пустом пространстве огромной дворцовой залы. Массивные колонны — символ королевской власти.
Известно, что на картину художник поместил и свою жену, оперную певицу по имени Christina Antonia Somis. Она поет модную в то время арию ‘Si caro, si’ из оперы «Адмето» Генделя. Современники дали певице прозвище «Туринская Филомела». Филомела — это персонаж греческой мифологии, которой отрезали язык и которая превратилась в ласточку, однако в Новое время происходит метаморфоза в трактовке её образа и Филомела начинает обозначать соловья. Вероятно, певица считалась талантливой, чем заслужила лестное прозвище. Christina Antonina Somis, как и её муж-художник, унаследовала профессию своей семьи.
Похожий сюжет имеет картина «Портретирование наложницы паши», на которой художник пишет портрет возлюбленной турка. В роли портретиста Ван Лоо изобразил сам себя, как это нередко делали придворные художники. И эта, и предыдущая картина Ван Лоо выставлялись вместе на салоне 1737 года в Париже. Таким образом, изобразив на одной свою супругу, а на другой самого себя, Ван Лоо по всей видимости хотел увековечить певческий и живописный таланты четы.